# Cyrtus pallidus
Cyrtus pallidus är en tvåvingeart som beskrevs av Gil Collado 1929. Cyrtus pallidus ingår i släktet Cyrtus och familjen kulflugor.
Artens utbredningsområde är Marocko. Inga underarter finns listade i Catalogue of Life.